# Melanographia tympanistis
Melanographia tympanistis är en fjärilsart som beskrevs av George Francis Hampson 1900. Melanographia tympanistis ingår i släktet Melanographia och familjen trågspinnare. Inga underarter finns listade i Catalogue of Life.